# Perithous divinator

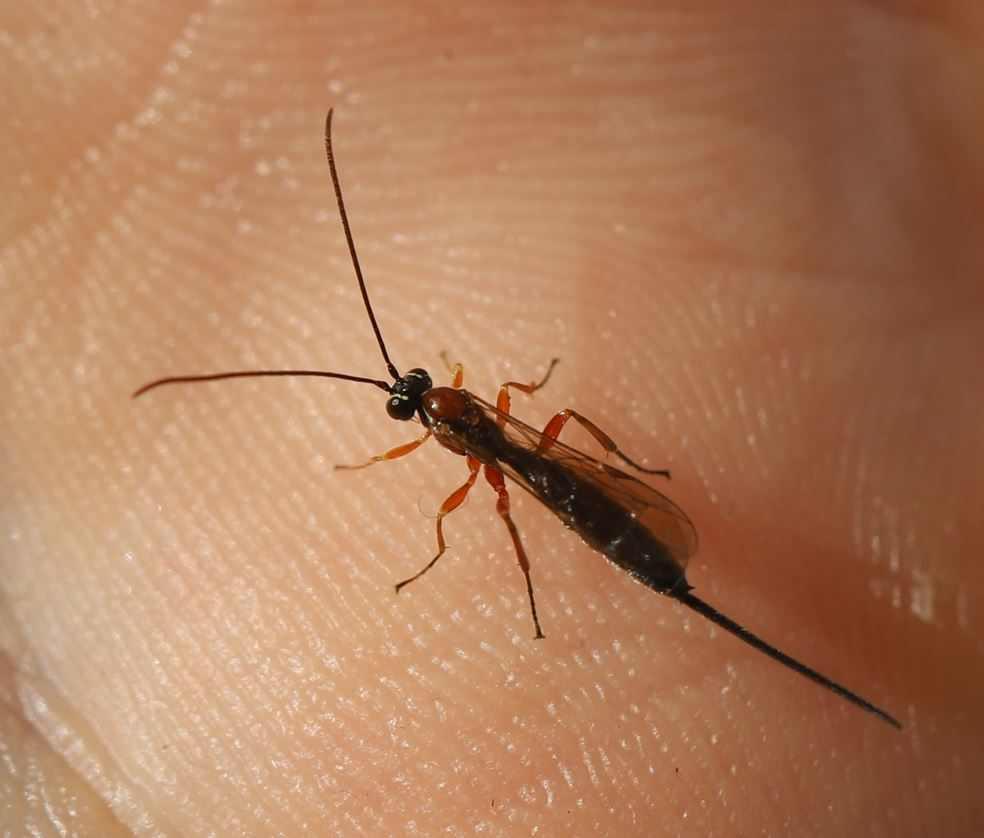

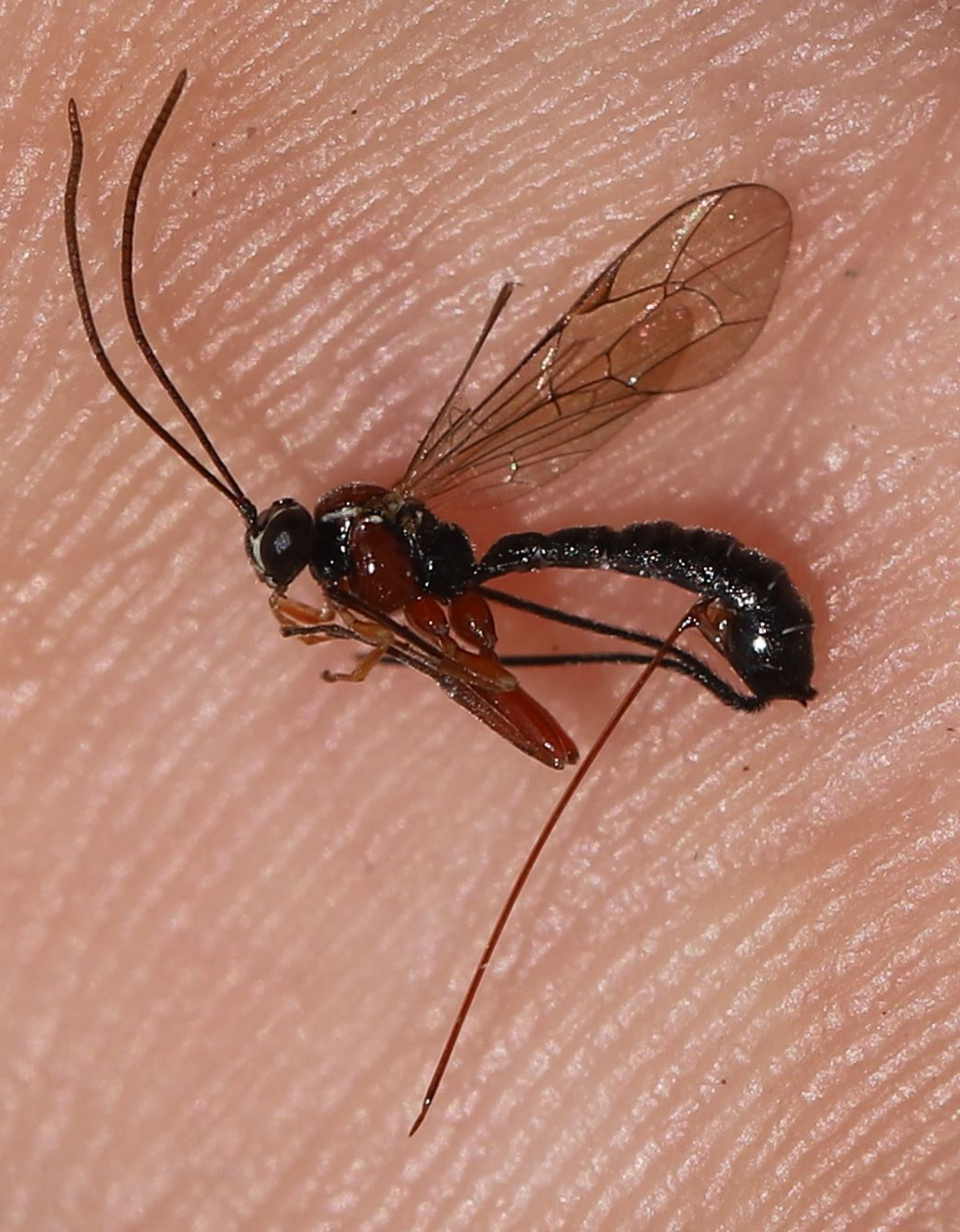

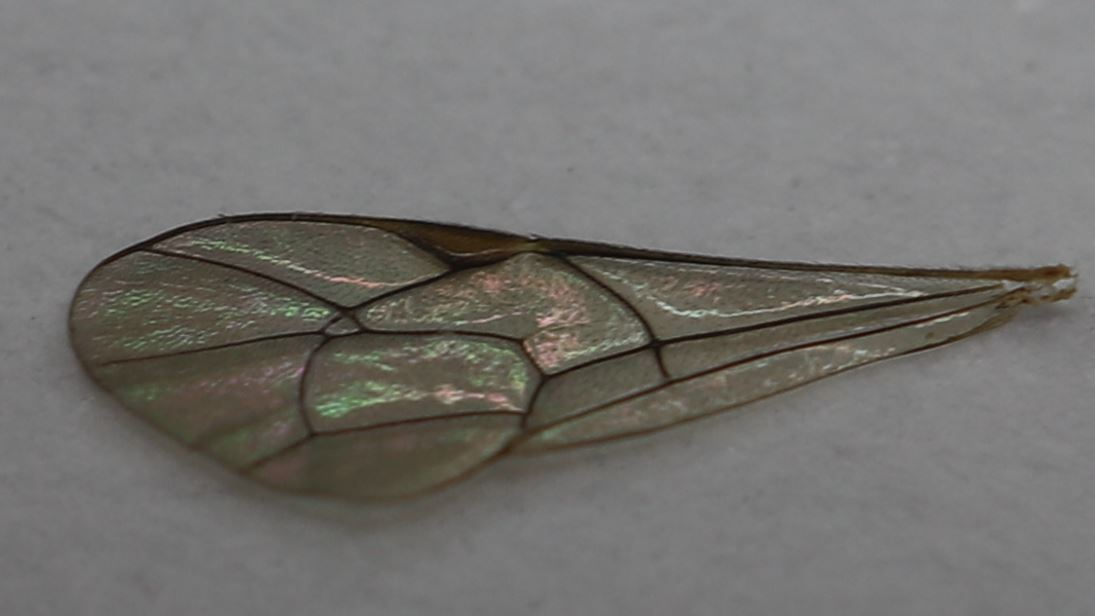
Vorderflügel

Perithous divinator ist eine Schlupfwespe aus der Unterfamilie der Pimplinae. Die Art wurde von dem italienischen Entomologen Pietro Rossi im Jahr 1790 als Ichneumon divinator erstbeschrieben. Das lateinische Art-Epitheton divinator bedeutet „Wahrsager“.

## Merkmale
Die Schlupfwespen sind 6,5–10 mm lang. Kopf und Hinterleib sind schwarz. Am Augeninnenrand verläuft ein weißer Strich. Der vordere Teil des Thorax ist rot gefärbt, ebenfalls die Beine. Der hintere Teil des Thorax ist schwarz. Das rote Mesoscutum (Rückenplatte) wird durch eine weiße Strichzeichnung vom schwarzen unteren Teil des vorderen Thorax getrennt. Die Flügel weisen eine charakteristische dunkle Flügeladerung auf. Das Pterostigma ist rotgelb gefärbt. Die Weibchen besitzen einen roten Legestachel (Ovipositor) mit einer schwarzen Scheide. Der Legestachel ist etwa so lang wie die Vorderflügel. Das Längenverhältnis Ovipositor-Hintertibien wird mit 2,5–3,2 angegeben. Im Gegensatz zu Perithous scurra besitzt das zweite Tergit des Gasters keinen Mittelkiel.

## Verbreitung
Perithous divinator ist in der Paläarktis und in der Orientalis heimisch. Die Art ist in Europa weit verbreitet. In Nordamerika wurde die Art eingeschleppt und ist spätestens seit den 1930er Jahren dort präsent.

## Lebensweise
Die Schlupfwespen fliegen gewöhnlich in zwei Generationen im Juni sowie von Juli bis August. Die Schlupfwespen-Art parasitiert Hautflügler der Teilordnung Aculeata (Stechimmen), welche in der Sprossachse von Rosengewächsen wie Brombeere (Rubus) oder Hundsrose (Rosa canina) ihre Nester bauen. Zu diesen zählen folgende Grabwespen aus der Familie Crabronidae: Passaloecus gracilis, Pemphredon inornata, Pemphredon lethifer, Pemphredon lugubris, Psenulus pallipes und Trypoxylon figulus. Weitere Wirtsarten sind die Faltenwespen Ancistrocerus parietinus und Gymnomerus laevipes sowie Hylaeus communis aus der Bienenfamilie Colletidae. Die Grabwespen werden auch von den Goldwespen Pseudomalus auratus und Trichrysis cyanea parasitiert. Hier agiert Perithous divinator als ein Hyperparasit. Das Weibchen platziert mit Hilfe ihres langen Legestachels ihre Eier in die Brutzellen der Wirte. Die geschlüpften Larven sind Ektoparasiten. Sie fressen die in ihren Brutzellen vorgefundenen Larven und verpuppen sich schließlich in der Brutzelle.

## Taxonomie
Es gibt offenbar drei Unterarten:
- Perithous divinator divinator (Rossi, 1790)
- Perithous divinator himalayensis Gupta, 1982
- Perithous divinator melanarius Kiss, 1929